# Camelia Voiculescu
Camelia Voiculescu (n. 11 Septembrie 1974, București) este fiica lui Dan Voiculescu cu Égető Zsófia. 
Din 2006 este Președintele Intact Media Group, trust de presă ce cuprinde televiziuni (Antena 1, Antena 2, Antena 3, Happy TV, Antena International, GSP TV), publicații (Jurnalul National, Gazeta Sporturilor) și posturi de radio (Romantic FM și Radio ZU).
În 2006, Dan Voiculescu și-a donat toate acțiunile pe care le deținea în grupul de firme pe care l-a fondat, în mod egal, celor două fiice ale sale, retrăgându-se total din afaceri. Camelia se ocupă de partea media a afacerilor familiei Voiculescu - adică de televiziuni, de reviste și de posturile de radio, iar Corina, absolventă de ASE, acoperă celelalte zone, inclusiv activitățile sociale. 
Cele două surori gestionează cariera și viața de famiie: Corina are trei copii (Dan, Mara și Vlăduț), iar Camelia doi (Evelyn și Dan). Camelia Voiculescu, Corina Voiculescu și Veronica Drăgan erau în 2012 singurele trei femei care se regăseau în top 10 Capital cu o avere estimată la 800 - 900 de milioane de euro. După calculele Forbes România din anul 2012, Camelia Voiculescu împreună cu sora sa erau proprietarele unui trust de presă, deținând terenuri a căror suprafață depășește 180.000 mp și spații de birouri de 9.000 mp. Valoarea investițiilor imobiliare se ridică la 150 de milioane de euro. Averea familiei Voiculescu era estimată la 650-750 milioane de euro în 2022.

## Experiență profesională
Conform CV-ului, a absolvit Academia de Studii Economice în 1997 și și-a început activitatea profesională ca reporter în cadrul Antena 1 în anul 1999, unde a activat timp de un an, după care devine economist la compania Benefica SA până în anul 2002. Revine în anul 2002 la Antena 1 ca producător TV de unde promovează în funcția de vicepreședinte al televiziunii în 2003, iar din 2004 până în 2006 ocupă poziția de Președinte al Antenei 1.
Din 2006 deține funcția de președinte al Intact Media Group, cel mai mare trust de presă din România, care cuprinde cinci televiziuni, două stații de radio, o comunitate puternică de site-uri, o platformă video on demand, două ziare și o școală de media. Cifra de afaceri a grupului de media depășește 100 de milioane de euro. Radio ZU este liderul pieței de radio din București. La rândul său, Antena 3 se numără printre cele mai urmărite televiziuni la nivel național. Antena 1 este constant lider de audiență, înregistrând în 2016 cea mai mare cotă de piață a unei televiziuni românești din ultimii 10 ani.
Cele cinci televiziuni ale grupului Intact dețineau în februarie 2017 o cotă de piață de 22,2% la nivel național, cea mai mare dintre grupurile TV de pe piața autohtonă. În noiembrie 2016, televiziunile grupului au trecut la emisia în format HD.
În anul 2011 în cadrul celei de-a V-a ediții Business Woman Gala, eveniment organizat pentru recunoașterea meritelor femeilor de afaceri, Camelia Voiculescu a primit premiul „Președintele Anului”.